# Popeni, Sălaj
Popeni este un sat în comuna Mirșid din județul Sălaj, Transilvania, România. Vechea denumire a satului (prezentă încă pe inscripția haltei C.F.R. din localitate) este Poptelec.

## Vechea mănăstire
În 1774 nu mai avea nici un călugăr. Averea mănăstirii consta dintr-un arător de 2 găleți și un fânaț de 2 care de fân.